# Ryan De Vries
Ryan De Vries (Fokváros, 1991. szeptember 14. –) új-zélandi válogatott labdarúgó.

## Klub
A labdarúgást a Waitakere United csapatában kezdte. 2013 és 2018 között a Auckland City FC csapatában játszott. 2010-ben, 2011-ben, 2012-ben, 2013-ban, 2014-ben, 2015-ben, 2018-ban új-zélandi bajnoki címet szerzett.

## Nemzeti válogatott
2015-ben debütált az új-zélandi válogatottban.

## Statisztika
| Új-zélandi válogatott | Új-zélandi válogatott | Új-zélandi válogatott |
| Időszak               | Mérk.                 | gól                   |
| --------------------- | --------------------- | --------------------- |
| 2015                  | 1                     | 0                     |
| Összesen              | 1                     | 0                     |